# Robert Vinçotte

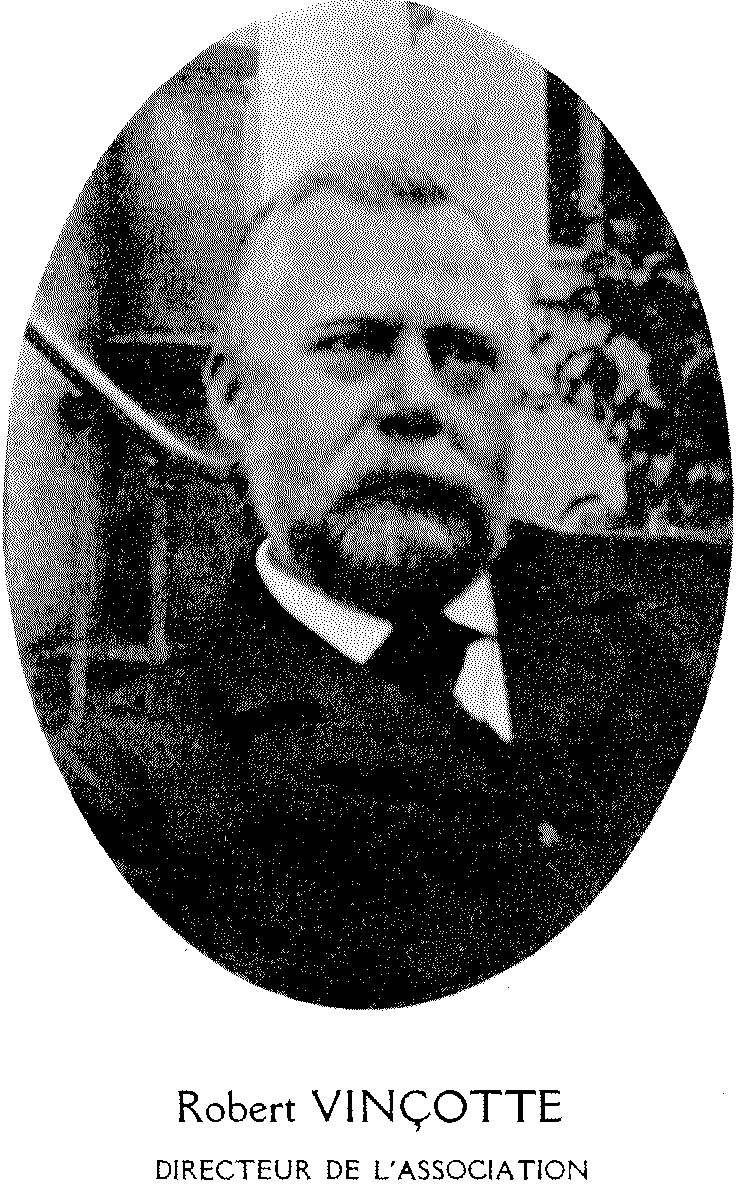
Robert Vinçotte.

Robert Vinçotte (Antwerpen, 1844 -Genua, 1904) was een Belgische ingenieur die de basis legde voor veiligheid op de werkplek in zijn vaderland. Hij was betrokken bij de oprichting van twee bedrijven die de Belgische markt van de inspectie en de certificatie gedurende de 20e eeuw zouden domineren. Hij was ook de broer van Thomas Vinçotte, een vermaarde Belgische beeldhouwer.

## Leven en werk

### De vroege jaren
Vinçotte werd geboren in Borgerhout. Zijn vader was Jean-Henri Vinçotte, een man die begon als onderwijzer in de gemeenteschool maar uiteindelijk, na studies in Leuven en Luik, eerst hoogleraar werd in Antwerpen en dan in Gent, en op het einde van zijn carrière werd hij schoolinspecteur (een functie die toen gloednieuw en heel prestigieus was). Vinçotte Sr. was een heel gerespecteerd man, en werd ooit beschreven als:

"la personnification du devoir et du devoir austère. Ses inspections étaient conduites de la façon la plus consciencieuse".

Die beschrijving mag dan wel erg lovend zijn, maar ze stemt zeker overeen met getuigenissen over zijn zoon Robert, die ook carrière zou maken in de inspectie, al gaat het dan om een heel andere soort.
Robert Vinçotte liep eveneens school in Luik en studeerde met uitstekende cijfers af in 1865, en behaalde de titels van "ingénieur honoraire des mines" (ere-mijningenieur) en "docteur en sciences physiques et mathématiques" (doctor in de fysische en wiskundige wetenschappen). Als bijkomende erkenning van zijn intellectuele capaciteiten kreeg hij een functie als wiskundeleraar aan het Atheneum van Brussel, een grote eer in die dagen. Vinçotte gaf les en ging verder met het bestuderen van een groeiend probleem: de explosie van stoomketels. Sinds de bedenking, de uitvinding en de ontwikkeling van die toestellen door mannen als Denis Papin, Thomas Newcomen en James Watt was vaak gebleken dat ze rampen konden veroorzaken. Het meest opmerkelijke voorbeeld van dergelijke rampen is misschien de Sultana-tragedie die zich voordeed in de Verenigde Staten. Voor 1859 hadden Engelse verzekeringsmaatschappijen een summier onderzoek gedaan naar ontploffingen van ketels, en hun conclusies waren alarmerend. Dat zette een van hen, de "Boiler Insurance and Steam Power Company", ertoe aan om een inspectiedienst op te richten voor de ketels die zij verzekerden. Het resultaat van deze inspecties was dat er 75 percent minder ongevallen waren.
Het onderzoeksgebied van Vinçotte werd met belangstelling opgemerkt: in 1872 vroeg Maurice Urban, een directeur van de Nationale Maatschappij der Belgische Spoorwegen, hem om de leiding op zich te nemen van een nieuwe organisatie, die zou worden opgericht met het oog op het inspecteren van stoomketels in fabrieken. Vinçotte formuleerde het probleem waarmee de nieuwe vereniging (en de hele geïndustrialiseerde wereld) kampte toen als volgt:

Les explosions de chaudières sont l'un des côtés fâcheux de notre situation industrielle. Désastreuses par les dégâts et les chômages qu'elles occasionnent, odieuses en ce qu'elles montrent la vie humaine pesant moins dans la balance que les dépenses préventives, elles sont, avec les autres dangers du travail, l'une des causes le plus actives à la désaffection des ouvriers.

Vinçotte benadrukte verder dat, terwijl er in Groot-Brittannië gemiddeld één explosie per 6000 ketels in dienst was, die verhouding voor België één op 1000 tot 1200 was. Hij identificeerde de belangrijkste oorzaken voor dit verschil als constructie- of ontwerpfouten in combinatie met slecht onderhoud, en kwam tot de conclusie dat regelmatige inspecties, zoals ze in Groot-Brittannië werden uitgevoerd, het aantal ontploffingen van ketels in België met ten minste 75 percent zou kunnen verminderen.

### Directeur van de vereniging
In augustus dat jaar bundelden 13 grootindustriëlen en ingenieurs hun krachten en richtten zij de voorlopige organisatie op die ze heel passend de "Association pour la surveillance des chaudières à vapeur" ("Vereniging voor het toezicht op stoomketels") zouden noemen. De geschiedenis van die vereniging is nagenoeg niet los te koppelen van die van de eerste directeur, Robert Vinçotte. Het doel van de vereniging was tweeledig: voorkomen dat stoomketels ontploffen door middel van veiligheidsinspecties, en een efficiënter energiegebruik propageren. In ruil voor een lidmaatschapsbijdrage konden de leden rekenen op halfjaarlijkse veiligheidsinspecties en opleidingen van personeel. In de introductiebrief die Vinçotte en Urban naar fabriekseigenaars stuurden, zorgden zij ervoor dat ze benadrukten dat hun onderneming geen winstoogmerk had:

Fondée dans un but philantropique, l'Association a exclu l'idée de faire des bénéfices; les ressources de l'Association seront entièrement consacrées à rendre le service aussi complet que possible.

De Vereniging groeide snel, en had tegen eind 1872 bijna vijfhonderd leden. In 1910 inspecteerde ze meer ketels dan de inspectie-organisaties van Duitsland en Frankrijk samen. Dat succes was toen echter nog veraf: in 1873 had de Vereniging slechts drie ingenieurs tot haar beschikking, waarvan één de directeur, Robert Vinçotte, zelf was. Dat jaar slaagde Vinçotte erin zijn functie als directeur te combineren met het inspecteren van 250 stoomketels (de helft van het aantal stoomketels die de Vereniging op het einde van het jaar ervoor had geregistreerd). Zijn werk op het terrein hielp hem om meer duidelijkheid te krijgen over heel wat praktische aspecten van zijn theorie, en het was deze gedrevenheid die Vinçotte de jaren erna naar het buitenland bracht, naar Düsseldorf en de Verenigde Staten, om de laatste innovaties op het vlak van de technologie van stoommotoren en stoomvaten te volgen. Intussen kreeg hij een steeds grotere invloed op de beleidsvorming: al in 1875 oefende hij druk uit op de Belgische regering om inspecties zoals zijn bedrijf die uitvoerde, wettelijk verplicht te maken, wat leidde tot de herziene politieverordeningen van 1884.
De nauwe samenwerking van Vinçotte met de staat zou blijven duren in 1881, toen hij weer naar de Verenigde Staten reisde, dit keer op vraag van de Belgische regering. Zijn belangstelling ging vooral uit naar de veiligheidsmaatregelen voor stoomketels van de Amerikaanse industrie, die in volle ontwikkeling was. Het resultaat van deze reis was een bundel regels voor het berekenen van de bedrijfsveiligheid en de weerstand van de essentiële onderdelen van stoomketels, die later werden gepubliceerd in een handboek. In datzelfde jaar 1881 kondigde de Vereniging aan dat het aantal zesmaandelijks geïnspecteerde stoomketels in tien jaar tijd meer dan verviervoudigd was, terwijl slechts 0,17 percent ervan het in dezelfde periode begeven had.
Hiervoor en voor zijn eerdere bijdragen aan de industriële veiligheid in België kreeg Vinçotte in 1885 de rang van Ridder in de Orde van Leopold II. Hij was echter niet de enige die kon genieten van het succes van de Vereniging: in 1887 kregen al zijn werknemers dankzij een budgetoverschot een levensverzekering, een fonds dat ook werd uitgekeerd wanneer ze met pensioen gingen.

### Concurrentie en verdere ontwikkelingen
Maar de Vereniging (hierna AV genoemd) zou niet lang meer de markt voor zichzelf hebben. In 1890 werd een bedrijf opgericht dat, in de loop der tijd, een grote concurrent van AV zou worden: de "Association des Industriels de Belgique" (hierna AIB genoemd). De oprichter van AIB was Henri Adan, directeur van de verzekeringsmaatschappij Royale Belge, en zijn hoofddoel was heel vergelijkbaar met dat van Urban meer dan vijftien jaar eerder: alle fabriekseigenaars samenbrengen in een vereniging zonder winstoogmerk die enkel door haar leden zou worden gefinancierd. In ruil voor hun bijdrage zouden de fabrieken van de leden regelmatig worden geïnspecteerd door de ingenieurs die bij AIB werkten. Dat Robert Vinçotte als adviseur nauw betrokken was bij de pas opgerichte vereniging is niet zo paradoxaal als het lijkt: van bij het begin waren de doelstellingen van AIB een stuk ruimer dan die van AV, en de eerstgenoemde legde niet zozeer de nadruk op de inspectie van stoomketels als de laatstgenoemde.
De marktopportuniteiten voor beide bedrijven zouden sterk worden uitgebreid door de Belgische regering, die tegen het einde van de eeuw (respectievelijk 1899 en 1900) twee nieuwe wetteksten introduceerde die de werkgevers verplichtten om hun werkruimten gezonder en veiliger te maken voor hun werknemers Weer kwam het technisch advies voor de wet van Robert Vinçotte. Het zou een van zijn laatste grote realisaties zijn vóór zijn dood in 1904.
Robert Vinçotte overleed in 1904 na zijn terugkeer van een studiereis naar Italië, en zou als directeur van AV in 1909 worden opgevolgd door zijn zoon, die dezelfde voornaam had. Hij werd begraven in Schaarbeek. Datzelfde jaar kreeg AIB zijn tweede gouden medaille voor zijn deelname aan de wereldtentoonstelling in Parijs. Als eerbetoon werd de "Association pour la surveillance des chaudières à vapeur" in 1922 omgedoopt tot "Association Vinçotte pour la surveillance des chaudières à vapeur", zoals het ze in het buitenland al een hele tijd gekend was.